# Jean Henri Jaume Saint-Hilaire

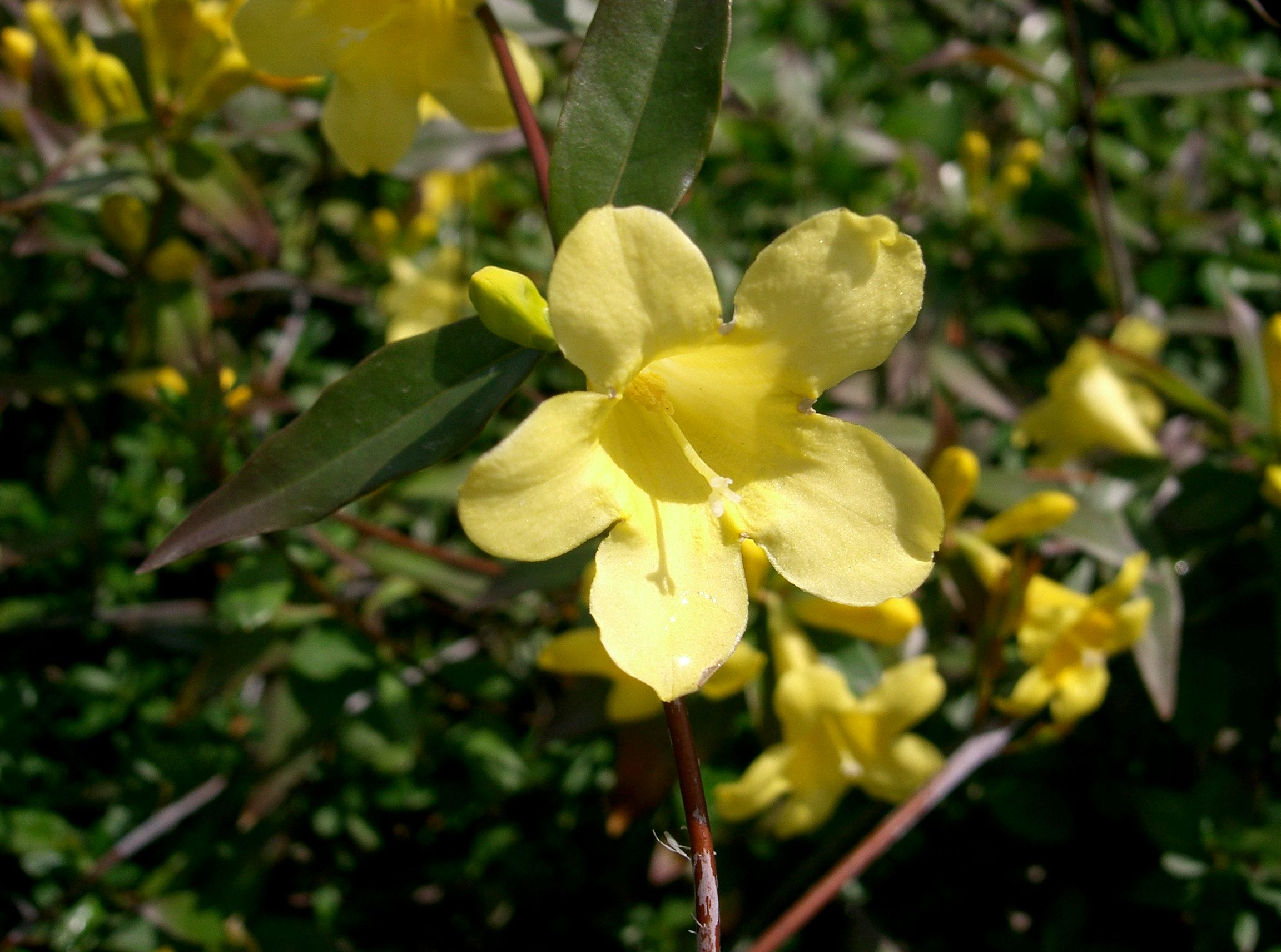
Gelsemi, espècie classificada per Saint-Hilaire

Jean Henri Jaume Saint-Hilaire (Grasse, 29 d'octubre del 1772 - París, 1845) va a ser un naturalista i artista francès.

## Taxa
Internacionalment s'empra l'abreviatura J.St.-Hil. per a indicar-lo com a autoritat en la descripció i classificació científica d'una espècie vegetal.
- Amaryllidaceae J.St.-Hil.
- Crassulaceae J.St.-Hil.
- Lythraceae J.St.-Hil.
- Verbenaceae J.St.-Hil.

## Obres
- La flore et la pomone françaises: histoire et figure en couleur, des fleurs et des fruits de France ou naturalisés sur le sol français (Casa de l'autor, Paris, rue Furstemberg, 1828-1833)
- Traité des arbres forestiers: ou histoire et description des arbres indigènes ou naturalisés. Ouvrage précédé d'une instruction sur la culture des arbres, par M. Thouin. (Imprès Firmin Didot, Paris, 1824)
- Traité des arbrisseaux et des arbustes cultivés en France et en pleine terre (Casa de l'autor, Paris, 1825)